# Dofí mular indopacífic
El dofí mular indopacífic (Tursiops aduncus) és una espècie de dofí del gènere Tursiops. Creix fins a 2,6 metres de llargada i pesa fins a 230 quilograms. Viu a les aigües del voltant de l'Índia, el nord d'Austràlia, el sud de la Xina, la mar Roja i la costa oriental d'Àfrica. Té una esquena de color gris fosc i un ventre d'un gris més clar o gairebé blanc amb taques grises.